# ماریفکا (استان بلگورود)
ماریفکا (انگلیسی: Maryevka, Belgorod Oblast) یک شهرک در بخش کراسنوگفاردیسکی استان بلگورود کشور روسیه است.